# ジローラモ・ジェンガ

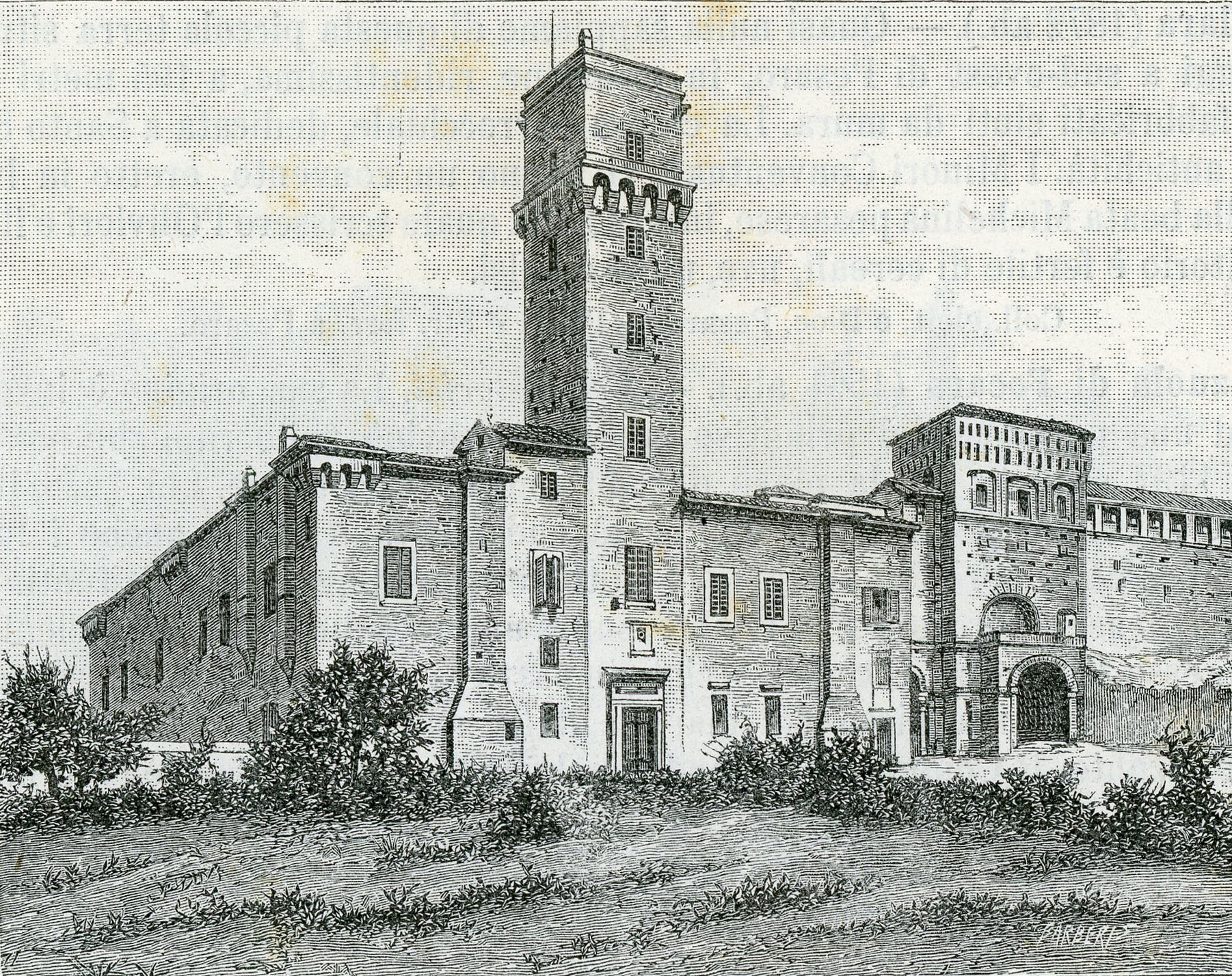
ジローラモ・ジェンガが設計したペーザロのVilla Imperiale

ジローラモ・ジェンガ（Girolamo Genga、名はジェローラモ(Gerolamo)とも、1476年 - 1551年7月11日 )は、イタリアの画家、建築家、彫刻家である。

## 略歴
ジローラモ・ジェンガの生涯についての資料は少なく、大半はルネサンス期の芸術家の評伝を著したジョルジョ・ヴァザーリ（1511-1574）の著書『画家・彫刻家・建築家列伝』によっていて、ヴァザーリはジェンガの息子のバルトロメオ・ジェンガ（Bartolomeo Genga: 1518–1558）の友人であったとされるが、ヴァザーリの著作には多くの不正確さや矛盾点があるとされる。
ウルビーノで生まれた。父親はイタリア中部出身の商人であったがジローラモ・ジェンガ'は早くから画家になる訓練を受けウルビーノで修行した後、画家ルカ・シニョレッリ（c.1450-1523）の弟子となり、オルヴィエートや、コルトーナ、シエーナで働いたと推定されている 。
ヴァザーリによれば、16世紀の初めにペルージャのペルジーノ（c.1448-1523）の工房で3年ほど修行をしたとされる。その頃ペルジーノの工房にはラファエロ・サンティ（1483-1520）が働いていた。1502年頃、フィレンツェに移り、1504年に、ティモテオ・ヴィティ（Timoteo Viti: 1469-1523）とともにウルビーノ大聖堂の礼拝堂の失われたフレスコ画の仕事に参加したと伝えられていて、初期の活動は画家として働いた。このころ古代の建物の研究に時間を費やし、手書きの著作を残した。
ウルビーノ公に1508年になったフランチェスコ・マリーア1世・デッラ・ローヴェレにウルビーノに呼び戻され、フランチェスコ・マリーアが教皇レオ10世に追放されると、公爵に従ってチェゼーナなどに移り、公爵がウルビーノに戻った後、ジェンガはペーザロ近くにウルビーノ公のために宮殿（Villa Imperiale of Pesaro）を建てた。建築家としてはそのほかに、ペーザロのサン・ジョヴァンニ・バッティスタ教会やモンテ・ベリコのゾッコランティのフランシスコ修道会の修道院、セニガッリアの司教館の設計も手がけた。彫刻家としても、天使像やウルビーノ公やセニガッリア司教の酒器のデザインもした。
弟子には建築家のバルダッサレ・ランシ（Baldassarre Lanci: (1510–1571) がいた

## 絵画作品

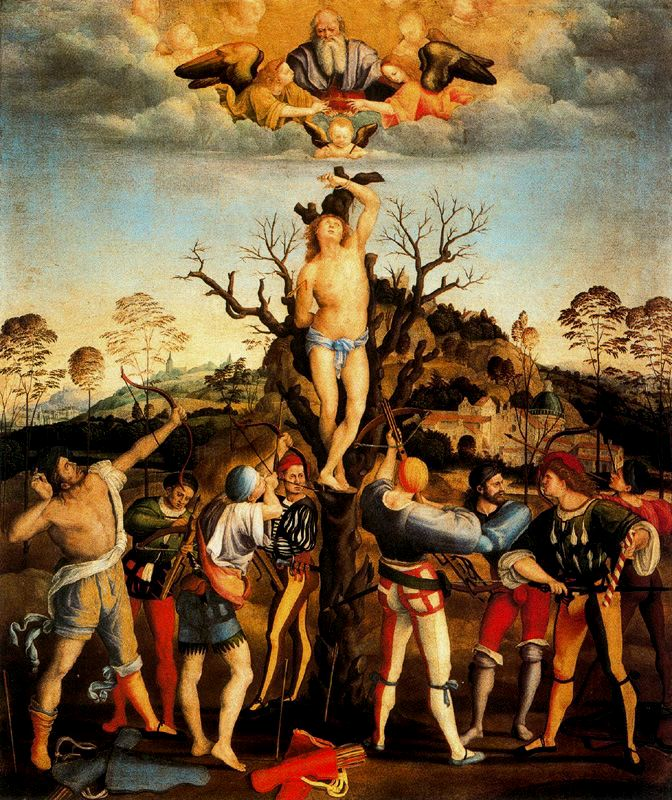
「聖セバスティアヌスの殉教」(1500) ウフィツィ美術館
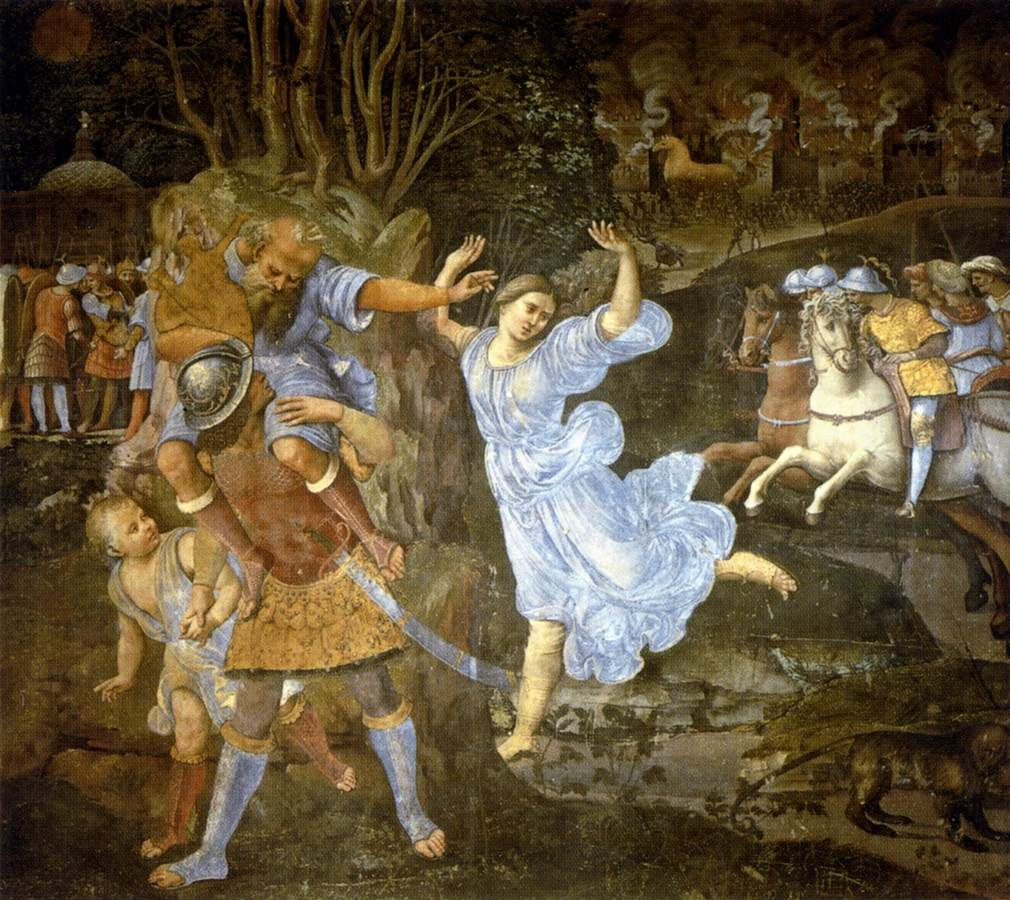
トロイからの脱出するアイネイアース (c.1510)
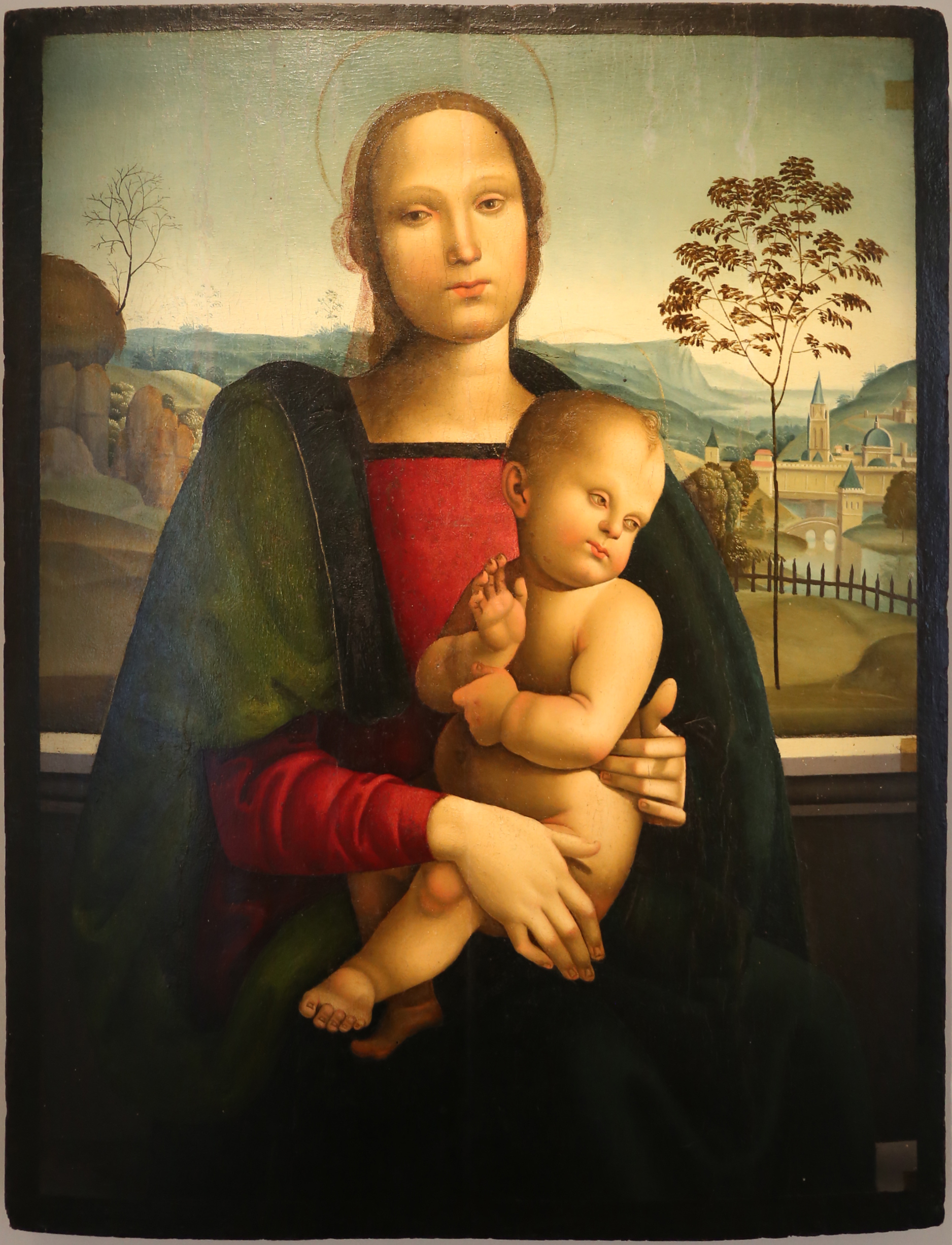
聖母子像
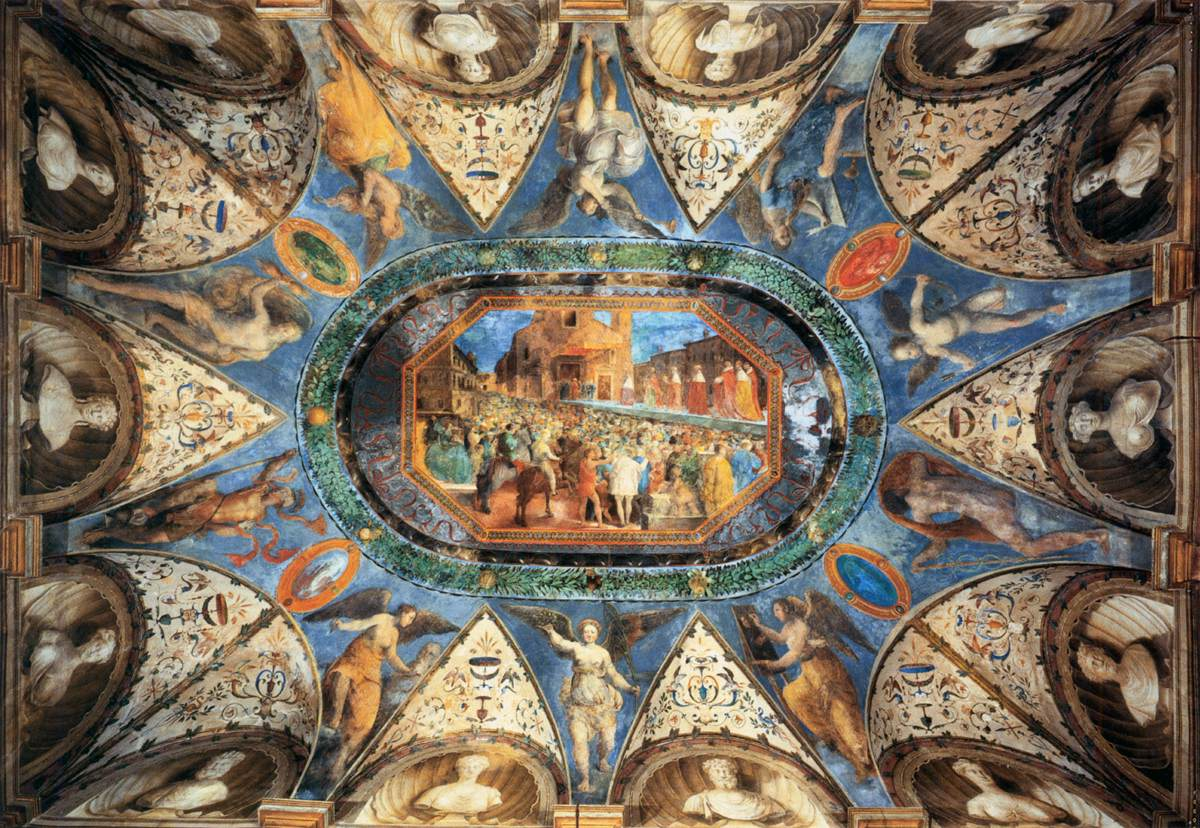
Villa Imperialeの装飾画(1830/1532)